# Albert Wehrhahn

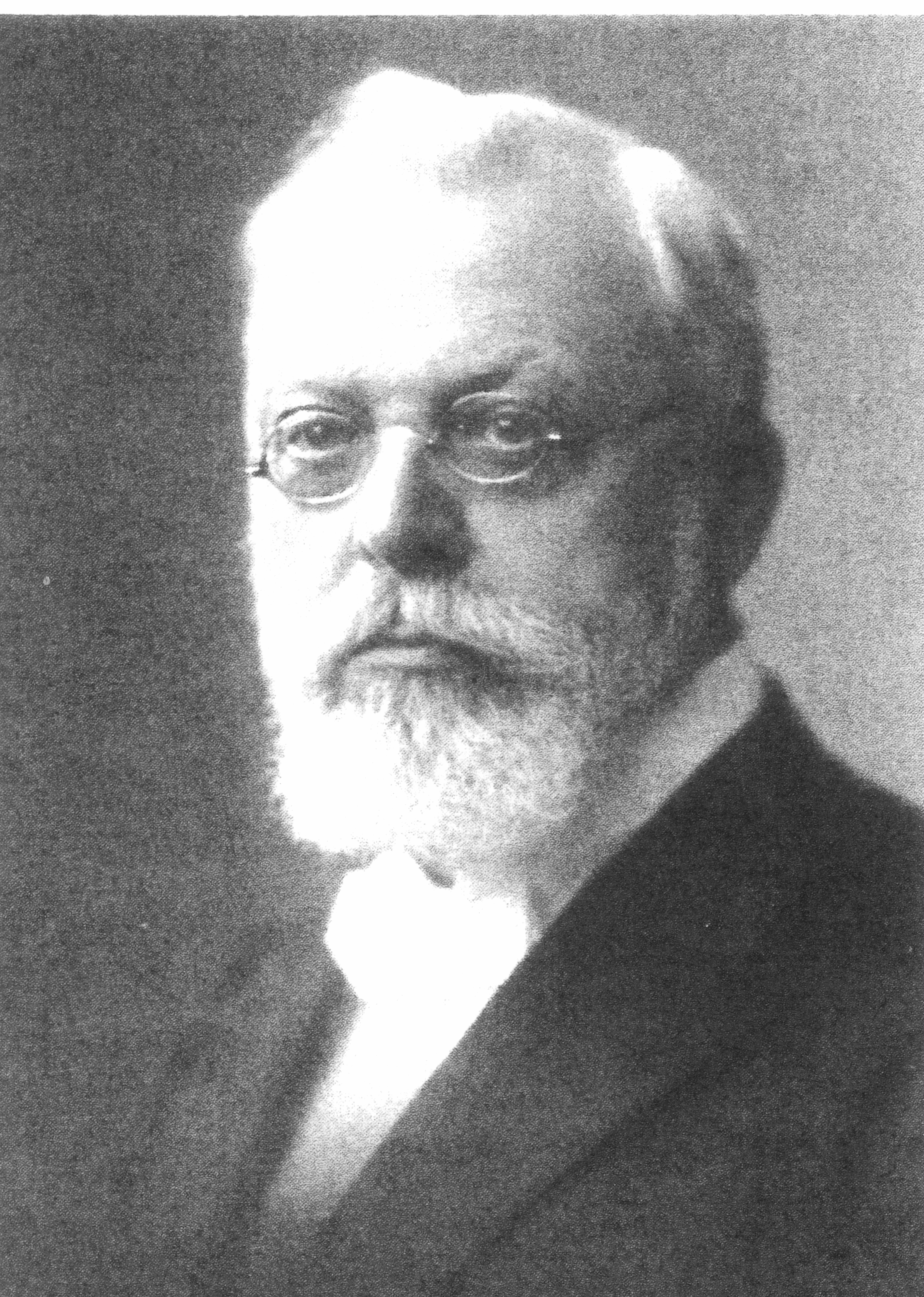
Wehrhahn als Mitglied des Magistrates von Hannover um 1910

Albert Wehrhahn (* 11. September 1848 in Hessisch Oldendorf; † 1. April 1942 in Hannover) war ein deutscher Pädagoge und Schulverwaltungsbeamter, der zu den Wegbereitern des Sonderschulwesens gehörte. Gemeinsam mit Heinrich Kielhorn stand er an der Spitze des 1898 in Hannover gegründeten „Verbandes der Hilfsschulen Deutschlands“.

## Leben
Christoph Karl Albert Wehrhahn war Sohn des städtischen Steuereinnehmers von Hessisch Oldendorf, damals Kreis Schaumburg im Kurfürstentum Hessen. Er besuchte die Gymnasien in Rinteln und Bad Hersfeld, wo er 1870 Abitur machte. Ein Studium der Theologie und der neueren Sprachen in Marburg und Leipzig schloss er 1873 mit der theologischen Prüfung ab.
Nach Reisen durch England, Belgien, die Niederlande, Frankreich und die Schweiz wandte er sein Interesse dem Lehramt zu.
1875 promovierte er an der Universität Rostock mit der Arbeit „Hessisch Oldendorf und seine Schlachtfelder“.
Im selben Jahr wurde er an der Höheren Bürgerschule in Hannover zunächst als Hilfslehrer, dann 1878 als „ordentlicher“ Lehrer angestellt, nachdem er in Göttingen die Lehrbefähigungen für Französisch, Englisch, Geografie und Geschichte erworben hatte. Er heiratete Marie Eugenie Karoline Eysell, die Tochter des hannoverschen Gymnasialdirektors Georg Friedrich Eysell.
1890 wurde Wehrhahn Stadtschulinspektor, 1894 Stadtschulrat mit Dienstaufsicht über die Volksschulen Hannovers und 1910 Magistratsmitglied.

## Wirken
Wehrhahn modernisierte die Volksschulen, indem er z. B. die Trennung von Mädchen und Jungen auf den Schulhöfen abschaffte, den Bau von Turnhallen und Schulgärten förderte und die Bestellung von Schulärzten, die Einführung von Schwimmunterricht, Ferienlagern und Mittagessen für bedürftige Kinder durchsetzte.
1898 gründeten Lehrer und Schulaufsichtsbeamte in Hannover den Verband der Hilfsschulen Deutschlands, um die bestehenden Hilfseinrichtungen nach dem von Heinrich Kielhorn in Braunschweig entwickelten Hilfsschulkonzept als Sonderschulen zu gestalten und zu verbreiten.
Albert Wehrhahn wurde zum Ersten Vorsitzenden gewählt, Heinrich Kielhorn zu seinem Stellvertreter. Der Verband gab die Zeitschrift Die Kinderfehler heraus, die später in Die Hilfsschule umbenannt wurde und nach der „Gleichschaltung“ 1934 in der Zeitschrift Die deutsche Sonderschule aufging.
Wehrhahn blieb Vorsitzender bis 1924, anschließend Ehrenvorsitzender.
In der Region Schaumburg war Wehrhahn zudem als Heimatforscher geschätzt, besonders wegen der lokalgeschichtlichen Schrift „Hessisch Oldendorf und seine Schlachtfelder“.
Als sich die „Schlacht bei Hessisch Oldendorf“ im Jahre 1883 zum 250. Mal jährte, unterstützte Wehrhahn das örtliche Festkomitee, das es unter Federführung seiner Brüder Carl und Louis unternahm, zur Erinnerung an die Schlacht des Dreißigjährigen Krieges ein Denkmal zu errichten und eine mehrtägige Feier zu veranstalten. Er verfasste eine Festschrift, durch deren Verkauf das Denkmal fast vollständig finanziert werden konnte.

## Ehrungen
- Anlässlich der 300-Jahr-Feier der Schlacht bei Hessisch Oldendorf erhielt der 84-Jährige im Jahr 1933 die Ehrenbürger-Würde seiner Vaterstadt.[8]
- Eine (inzwischen aufgehobene) Sonderschule in Hannover, Wörthstraße 10–13, trug den Namen „Albert-Wehrhahn-Schule“.[9]
- Ebenfalls in Hannover wurde dem ehemaligen Stadtschulrat die Straße „Wehrhahnhof“ gewidmet und diese Bezeichnung auf die „Liste der beizubehaltenden Straßennamen“ gesetzt.[1][10]

## Veröffentlichungen (Auswahl)
- Das Volksschulwesen in England, mit besonderer Berücksichtigung seiner gesetzlichen Grundlagen. nebst einem Anhange: Das belgische Volksschulgesetz. Brandes, Hannover 1876
- Hessisch Oldendorf und seine Schlachtfelder. In: Zeitschrift des Vereins für hessische Geschichte und Landeskunde. Neue Folge, sechster Band. Commissionsverlag August Freyschmidt, Kassel 1877, S. 139–200. Digitalisat
- Das Volksschulwesen der Königlichen Haupt- und Residenzstadt Hannover. Verlag der Stadtschulinspektion, Hannover 1903
- Deutsche Hilfsschulen in Wort und Bild. C. Marhold, Halle/Saale 1913
- Aus meinem Leben. C. Marhold, Halle/Saale 1929